# Fissidens capitulatus
Fissidens capitulatus är en bladmossart som beskrevs av Noguchi 1949. Fissidens capitulatus ingår i släktet fickmossor, och familjen Fissidentaceae. Inga underarter finns listade i Catalogue of Life.